# Madeline Zima
Madeline Rose Zima és una actriu estatunidenca nascuda el 16 de setembre de 1985 a New Haven, a l'estat de Connecticut. És coneguda per la sèrie de televisió "The Nanny" on interpretava a la petita Grace Sheffield quan tenia sis anys.
Filla de Marie i Dennis Zima, té dues germanes més que també són actrius, Vanessa i Yvonne.
Als sis anys, el 1993, va aconseguir el paper de Grace Sheffield en la sèrie de televisió estatunidenca "The Nanny". Ràpidament va adquirir força popularitat a nivell mundial per aquest paper, ja que la sèrie va tenir força èxit a molts països durant les sis temporades que va durar, i va poder treballar en diverses pel·lícules. Ja adolescent, va aparèixer en la pel·lícula "A Cinderella Story" juntament amb Hilary Duff.
Actualment està treballant en la sèrie "Californication" on interpreta a una noia de setze anys sexualment força precoç. Aquest paper contrasta amb els realitzats anteriorment, ja que la sèrie inclou una relació sexual amb el protagonista, David Duchovny. També està a punt d'estrenar-se la pel·lícula "Legacy", on torna a treballar amb Hilary Duff.

## Filmografia
Pel·lícules
- The Hand That Rocks the Cradle (1992)
- The Last Supper (1993)
- Un cangur molt especial (Mr. Nanny) (1993)
- Una Ventafocs moderna (A Cinderella Story) (2004)
- Dimples (2006)
- Legacy (2008)

Sèries de televisió
- The Nanny (1993)
- Californication (2007)